# Sel coloré

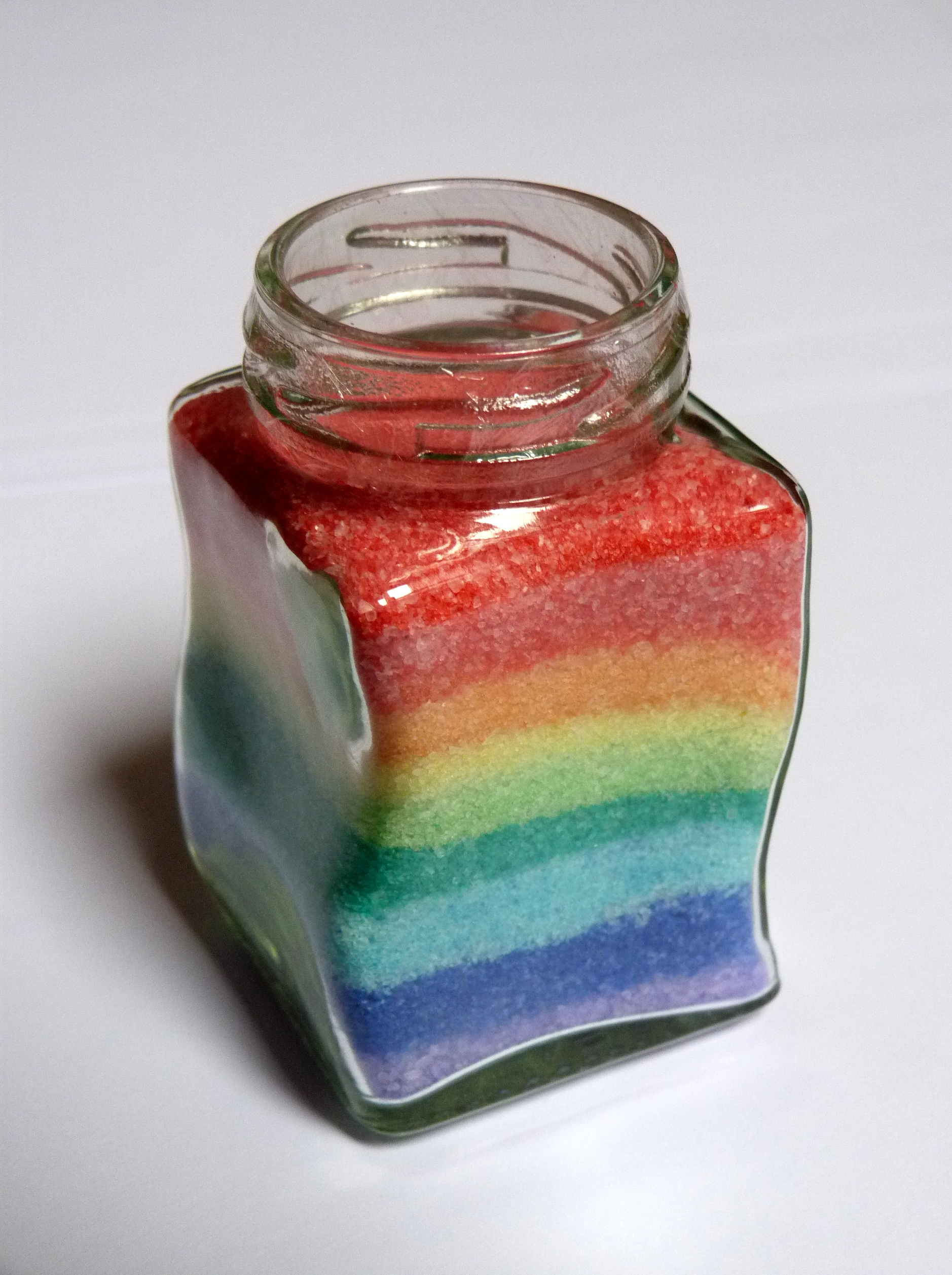
Sel coloré au feutre.

Le sel coloré est une activité manuelle pour enfants.
Une première étape consiste à colorer le sel, soit à l'aide de gros marqueurs sur une feuille d'aluminium, soit avec de la craie préalablement réduite en poudre.
Une fois le sel coloré, on peut soit le verser dans un pot de verre (ancien pot à yaourt par exemple) pour produire des motifs divers, soit sur une feuille de papier : tracer un dessin et y passer de la colle sur les zones à colorer, puis renverser la feuille pour retirer le surplus de sel, et recommencer ainsi pour chaque couleur.